# Михна, Адам Вацлав
Адам Вацлав Ми́хна из Отрадовиц (чеш. Adam Václav Michna z Otradovic; ок. 1600, Йиндржихув-Градец, Богемия — 1676) — чешский композитор, органист и поэт, один из крупнейших чешских композиторов эпохи Барокко.
Родился около 1600 года в южночешском городе Йиндржихув-Градец, происходил из старого земанского рода. Его отец — Михал Михна, был главным городским трубачом. В 1611—1612 и 1615—1617 годах Михна учился и иезуитской гимназии. После 1618 года никаких сведений о его пребывании в Богемии нет, вероятно он продолжал своё образование за рубежом. С 1633 года до своей смерти в 1676 году он занимал должность органиста в деканской церкви в родном городе.
По всей видимости, жизнь зажиточного горожанина, занятого заботами об имуществе и торговлей вином, не позволила ему принять предложения работы в более крупных музыкальных центрах. Хотя свидетельства о таких предложениях не сохранились, косвенно на это указывают посвящения его сохранившихся работ: пражскому архиепископу Эрнсту Адальберту Гарраху, администратору оломоуцкого епископства Никлаусу Райтеру фон Хорнберг, членам городских советов Праги, Оломоуца и Чешских Будеёвиц.
Будучи воспитанником иезуитов, Михна всю жизнь поддерживал с ними тесные отношения, что позволило ему издавать свои произведения в пражской типографии ордена. Сохранилось всего около 230 произведений в трех чешских и двух латинских сборниках.

## Произведения
Самыми известными являются сборники многоголосных духовных песен, для которых он написал тексты (на чешском языке) и музыку — «Чешская марианская музыка» (1647) и «Музыка святого года, или сборник праздничных духовных песен» (1661). Среди других сочинений:
- Сборник «Чешская лютня», для скрипки, струнных и органа (1653)
- 6-голосная месса святому Вацлаву (Missa Sancti Wenceslai)
- Obsequium Marianum (Марианская служба), для 5 голосов и 3 инструментов (Вена, 1642)
- Sacra et litaniae (Прага, 1654); сборник включает 5 месс, реквием и 2 литании
- Вечерня (Officium vespertinum), для 5 голосов и инструментов (Прага, 1648)